# Christian Lunell
Christian Lunell, född 21 september 1719 i Lund, död 23 mars 1792 i Kristianstad, var en svensk lärare. rektor och målare. Han var son till smeden Sören Bertelsson och Elina Christensdotter och far till silhuettklipparen Helena Lunell. Lunell räknades av sin tid som en framstående pedagog och dugande rektor. Berömd var hans botaniska trädgård en av de första skolträdgårdarna i Sverige, ett typiskt utslag av tidens intresse för botaniken - Lunell hade för övrigt i sin ungdom varit en av Linnés lärjungar. Han försökte plantera mullbärsträd i staden för att kunna odla silke. 1758 sökte han en professur i ämnet ekonomi vid Lunds universitet men fick inte tjänsten. Lunell var rektor för Kristianstads skola 1752 till sin död 1792. Han hade efter studier vid Lunds universitet avlagt en magisterexamen och blev lärare vid Kriatianstad skola 1747 eller 1748. Han var engagerad i undervisningen på skolan och målade själv skolplanscherna i undervisningen.